# Alalach

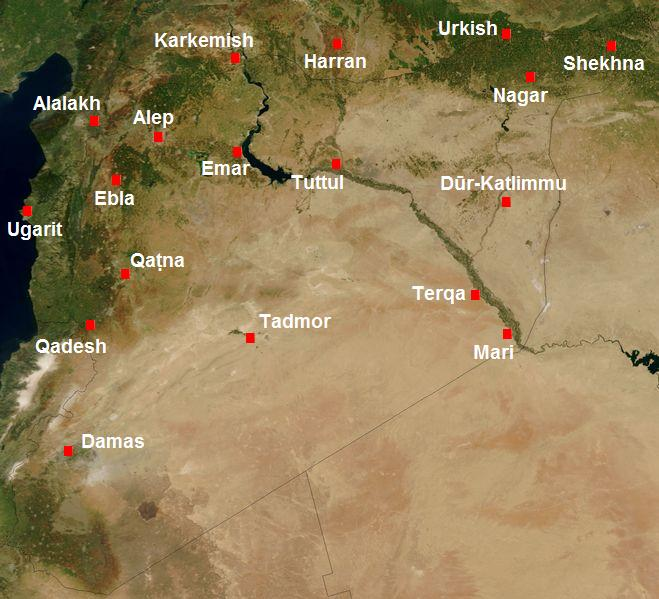
Sýrie v 2. tisíciletí př. n. l.

Alalach (dnešní Tell Açana) je starověké město nalézající se v dnešním Turecku v Hatayské provincii.
Archeologické výzkumy v letech 1937-1949 vedené C. L. Woolleyem odkryly 17 sídlištních vrstev.